# 西 (国立市)
西（にし）は、東京都国立市の町名。現行行政地名は西一丁目から西三丁目。郵便番号は、186-0005。

## 地理
国立市中西部に位置する。北は北、東は中、南は富士見台、西は立川市羽衣町、北西は立川市曙町に隣接する。町内は主に住宅地として利用される。

### 地価
住宅地の地価は2014年（平成26年）1月1日に公表された公示地価によれば西2丁目14番26の地点で30万9000円/m2となっている。

## 世帯数と人口
2017年（平成29年）12月1日現在の世帯数と人口は以下の通りである。
| 丁目     | 世帯数    | 人口    |
| -------- | --------- | ------- |
| 西一丁目 | 1,859世帯 | 3,601人 |
| 西二丁目 | 2,521世帯 | 4,770人 |
| 西三丁目 | 650世帯   | 1,349人 |
| 計       | 5,030世帯 | 9,720人 |

## 小・中学校の学区
市立小・中学校に通う場合、学区は以下の通りとなる。
| 丁目     | 番地 | 小学校                 | 中学校                 | 備考                                                                 |
| -------- | ---- | ---------------------- | ---------------------- | -------------------------------------------------------------------- |
| 西一丁目 | 全域 | 国立市立国立第八小学校 | 国立市立国立第二中学校 |                                                                      |
| 西二丁目 | 全域 | 国立市立国立第二小学校 | 国立市立国立第二中学校 |                                                                      |
| 西三丁目 | 全域 | 国立市立国立第二小学校 | 国立市立国立第二中学校 | 9番地のみ、調整区域。以下の学校と選択可能。 ・国立市立国立第五小学校 |

## 交通
鉄道
- 東日本旅客鉄道（JR東日本）
  - 中央本線が北端部を通過しているが駅はない。

道路
- 東京都道145号立川国分寺線

## 施設
- 国立音楽大学附属小学校
- 国立音楽大学附属中学校・高等学校
- 国立市立国立第二小学校
- 郵政大学校・中央郵政研修センター